# Rüdiger Lucassen
Rüdiger Lucassen (nascido em 19 de agosto de 1951) é um político alemão do partido Alternativa para a Alemanha (AfD) e, desde 2017, é membro do Bundestag.

## Vida e política
Lucassen nasceu em 1951 na vila de Westerholz na Alemanha Ocidental e estudou na Universidade Helmut Schmidt em Hamburgo e tornou-se um oficial comissionado da Bundeswehr, a força militar da Alemanha Ocidental. Lucassen entrou para a AfD em 2016 e depois das eleições federais alemãs de 2017 tornou-se membro do Bundestag. Em outubro de 2019, Lucassen foi nomeado presidente da associação estadual da AfD na Renânia do Norte-Vestfália.